# Église de l'Assomption-de-Notre-Dame de Courgis
L'église de l'Assomption-de-Notre-Dame est une église située à Courgis, en France.

## Localisation
L'église est située dans le département français de l'Yonne, sur la commune de Courgis.

## Historique
L'édifice est inscrit au titre des monuments historiques en 1929.